# Eucopia major
Eucopia major is een kreeftachtigensoort uit de familie van de Eucopiidae. De wetenschappelijke naam van de soort is voor het eerst geldig gepubliceerd in 1910 door Hansen.